# Eleccions al Dáil Éireann de 1957

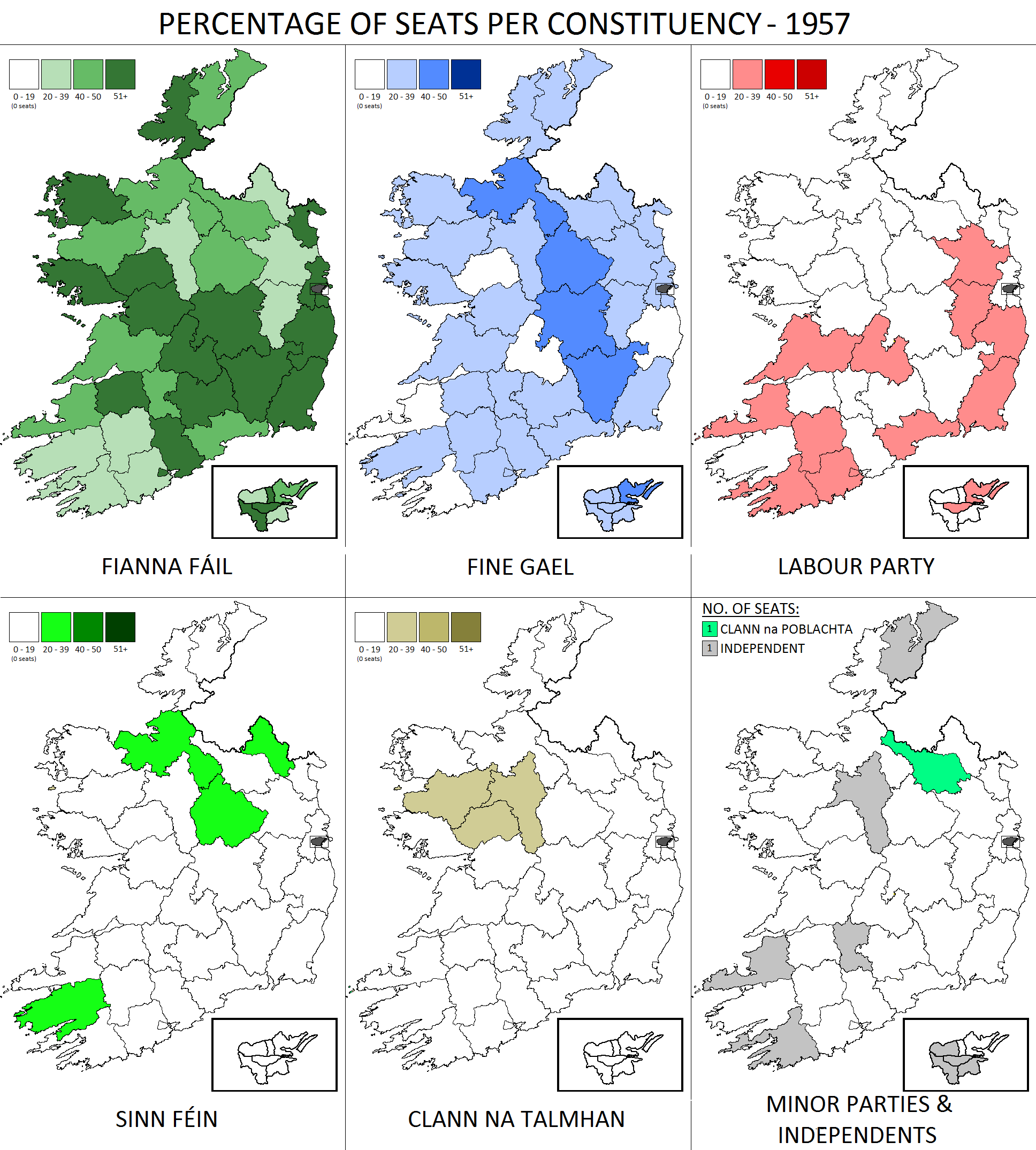
Resultats per circumscripcions i partits

Les eleccions al Dáil Éireann de 1957 es van celebrar el 5 de març de 1957 per a renovar els 144 diputats del Dáil Éireann. Va guanyar el Fianna Fáil per majoria absoluta i Éamonn de Valera fou nomenat taoiseach per darrer cop.

## Resultats
| Partit             | Líder              | Vot popular | %     | Escons |
| Fianna Fáil        | Éamonn de Valera   |             | 48,3% | 78     |
| Fine Gael          | Richard Mulcahy    |             | 26,6% | 40     |
| Laborista          | William Norton     |             | 9,1%  | 11     |
| Sinn Féin          | Pádraig Mac Lógáin |             | 5,3%  | 4      |
| Clann na Talmhan   | Joseph Blowick     |             | 2,4%  | 3      |
| Clann na Poblachta | Seán MacBride      |             | 1,7%  | 1      |
| Independents       |                    |             | 6,6%  | 9      |